# 九洪乡
九洪乡，是中华人民共和国四川省自贡市沿滩区下辖的一个乡镇级行政单位。

## 行政区划
九洪乡下辖以下地区：
九洪街社区、九洪村、联合村、齐岩村、张湾村、共和村、照石塔村、石塔山村、周湾村、三河村、莲花村、代湾村、骑龙村和白罗村。